# Otto Kaemmel
Karl Heinrich Otto Kaemel, född 25 september 1843 i Zittau, död 19 september 1917 i Loschwitz, var en tysk historiker.
Otto Kaemel var professor och rektor vid Nikolaigymnasiet i Leipzig. Han var en framstående universalhistoriker i Leopold von Rankes anda och även en betydande kännare av Tysklands historia, som han skildrade genom att ta hänsyn till de enskilda landskapen och folkens utveckling och beskrivande kulturlivets nära sammanhang med politiken. Bland hans arbeten märks Die Anfänge deutschen Lebens in Nieder-Österreich (1877), Die Entstehung des Österreichischen Deutschtums (1879), Der Werdegang des deutschen Volkes (2 band, 1896–1898), Deutsche Geschichte (1889), Kritische Studien zu Fürst Busmarcks Gedanken und Erinnerungen (1899), Die Besiedelung des deutschen Südostens im 10. und 11. Jahrhundert (1909), Illustrierte Geschichte der neuesten Zeit (1898), Geschichte des Leipziger Schulwesens vom Anfang des 13. bis gegen die Mitte des 19. Jahrhunderts (1909).